# کوتوهیرا، کاگاوا
کوتوهیرا، کاگاوا (به لاتین: Kotohira, Kagawa) یک منطقهٔ مسکونی در ژاپن است که در استان کاگاوا واقع شده‌است. کوتوهیرا  ۹٬۸۸۸ نفر جمعیت دارد.

## نگارخانه

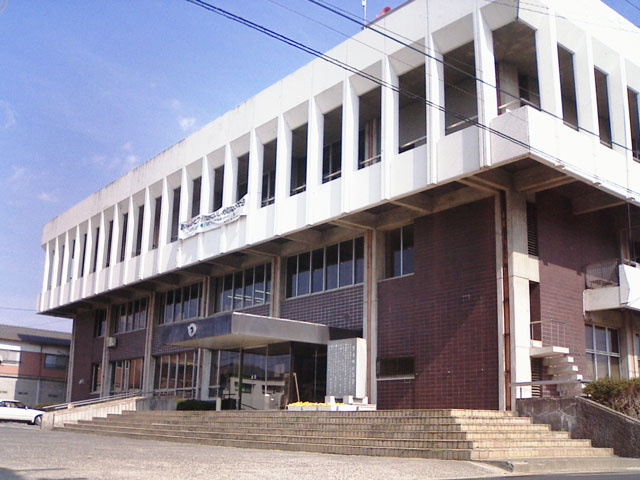
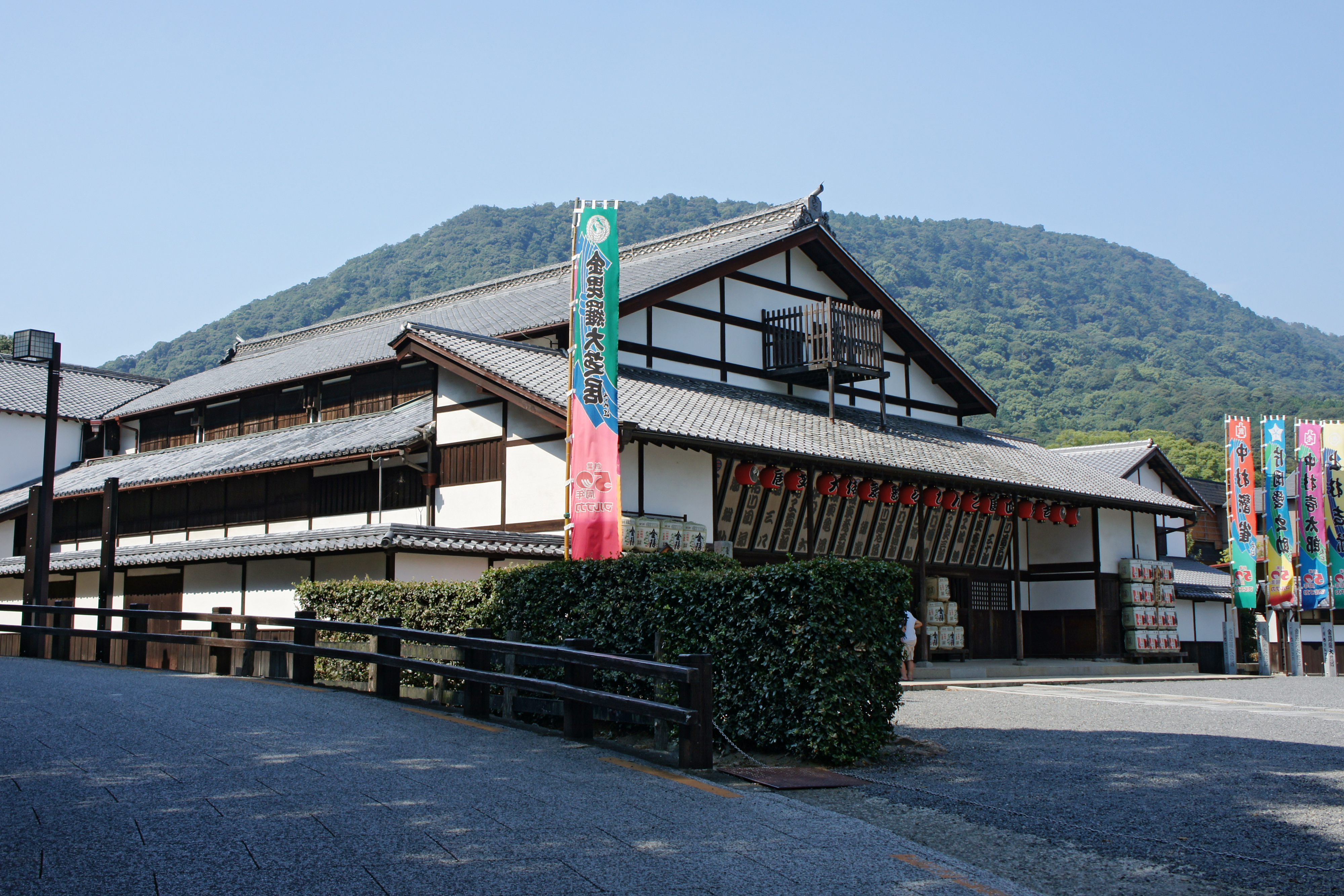
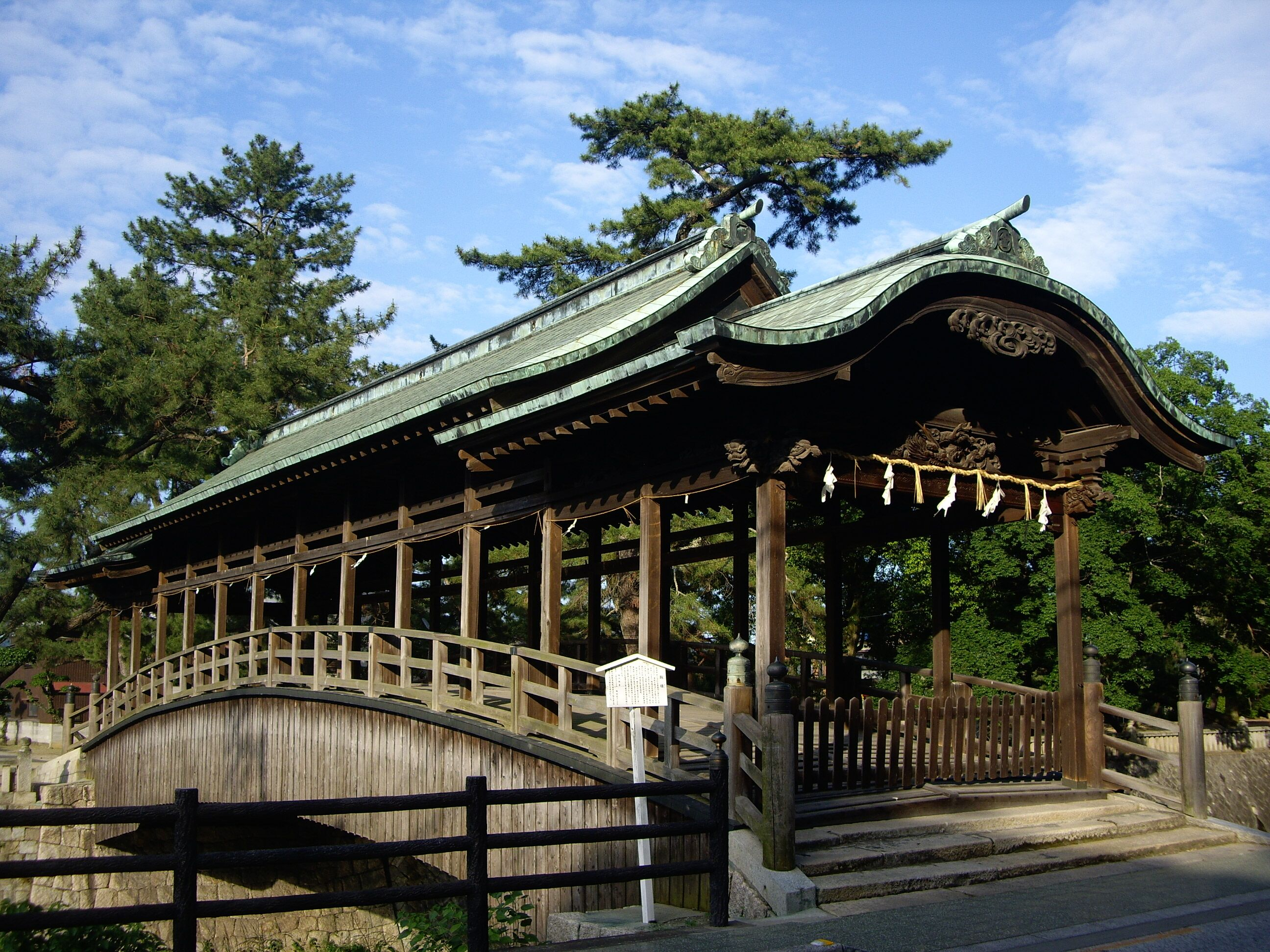
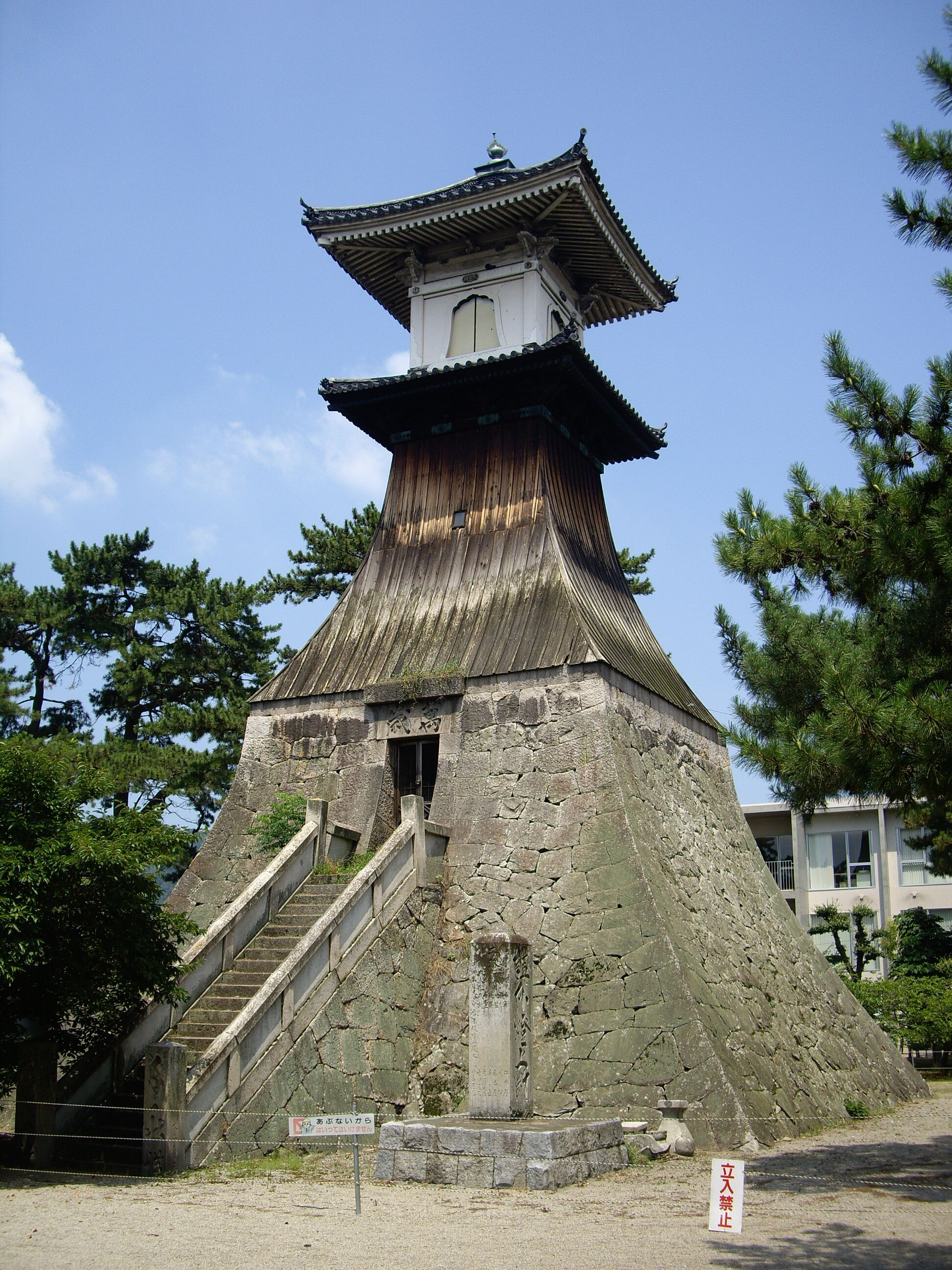